# Selv om de er små
Selv om de er små är en norsk svartvit familjefilm från 1957 i regi av Nils-Reinhardt Christensen. I huvudrollen som Brit ses Grethe Kausland.

## Handling
Brits föräldrar är skilda. Hon bor tillsammans med modern i Oslo, men känner sig stå närmast fadern. Modern har förbjudit henne att hälsa på fadern eftersom han har gift sig med en sångerska och modern vill till varje pris hålla dottern utanför den musikaliska miljön som hon anser vara skadlig. Under en sommarferie rymmer Brit.

## Rollista
- Grethe Kausland – Brit Helle, 10 år
- Odd Borg – Einar Helle, Brits far
- Liv Wilse – Rita Helle, Einar Helles nya fru
- Anne Borg – Turid Ås, dansare
- Henry Brodin
- Bab Christensen – Haldis Helle, Brits mor
- Dan Fosse
- Aasta Hjelm
- Henki Kolstad – Tallaksen, skräphandlare
- Lars Nordrum – Bernt Friis
- Kari Sundby
- Rolf Just Nilsen

## Om filmen
Selv om de er små producerades av Per Gunnar Jonson för bolaget International Film Service AS. Filmen regisserades av Nils-Reinhardt Christensen som här gjorde sin regidebut. Han skrev också filmens manus. Filmen fotades av Jonson och klipptes samman av Olav Engebretsen. Musiken komponerades av Finn Ludt. Filmen hade premiär den 26 december 1957 i Norge.